# Bellatrix
Bellatrix (γ Orionis, Gamma Orionis) este o stea gigantă albastră din constelația Orion, a treia ca magnitudine (+1,6) și de tip spectral B2.

## Denumirea stelei
În 2016, Uniunea Astronomică Internațională a organizat un Grup de lucru pentru numele stelelor (WGSN) pentru a cataloga și a standardiza numele proprii ale stelelor. Primul buletin al WGSN, din iulie 2016 a inclus un tabel al primelor două loturi de nume aprobate de WGSN, care a inclus numele Bellatrix pentru această stea. Acum, acest nume este introdus în catalogul UAI al numelor stelelor. 

### Etimologie
Numele Bellatrix provine din latină și semnifică „războinica”, o traducere liberă a denumirii din arabă Al Najid (care înseamnă, de fapt, „cuceritorul”). Uneori este cunoscută și sub numele de Amazoana, sau Steaua Amazoană.

## Istorie
S-a crezut că ea ar aparține asociației fizice de stele care cuprinde o mare parte din constelația Orion. Dar această ipoteză a fost apoi dată la o parte întrucât Gamma Orionis este mult mai aproape de Pământ decât restul grupului.
Istoric, această stea a fost utilizată ca standard de luminozitate pe care astronomii puteau să o compare cu alte stele pentru verificarea variabilității lor. Dar a fost descoperit mai târziu că Bellatrix, ea însăși,  este o variabilă eruptivă, a cărei luminozitate se schimbă cu câteva procente  în cursul timpului. Magnitudinea ei variază între 1,59 și 1,64.

## Observare
Bellatrix este situată în partea centrală a constelației, formând umărul drept al gigantului Orion. Se află la nord de Centura lui Orion (formată din stelele Alnitak, Alnilam și Mintaka) și la vest de Betelgeuse, cu care formează baza superioară a formei de clepsidră trasată de cele mai strălucitoare stele ale constelației.
Situată la 6 ° Nord de ecuatorul ceresc, Bellatrix este o stea din emisfera nordică. Cu toate acestea, apropierea de ecuatorul ceresc o face ușor de observat din toate regiunile populate ale Pământului. Nu poate fi observată din regiunile cele mai interioare ale continentului antarctic. Pe de altă parte, această localizare o face circumpolară numai în regiuni apropiate de polul nord ale Pământului.
Lunile cele mai potrivite pentru observarea stelei pe cerul nocturn sunt cele corespunzătoare iernii boreale, din ianuarie până în martie.